# Dudleyville (Arizona)
Dudleyville es un lugar designado por el censo ubicado en el condado de Pinal en el estado estadounidense de Arizona. En el Censo de 2010 tenía una población de 959 habitantes y una densidad poblacional de 55,2 personas por km².

## Geografía
Dudleyville se encuentra ubicado en las coordenadas 32°51′36″N 110°42′59″O / 32.86000, -110.71639. Según la Oficina del Censo de los Estados Unidos, Dudleyville tiene una superficie total de 17.37 km², de la cual 17.37 km² corresponden a tierra firme y (0%) 0 km² es agua.

## Demografía
Según el censo de 2010, había 959 personas residiendo en Dudleyville. La densidad de población era de 55,2 hab./km². De los 959 habitantes, Dudleyville estaba compuesto por el 65.28% blancos, el 0.1% eran afroamericanos, el 2.5% eran amerindios, el 0.21% eran asiáticos, el 0% eran isleños del Pacífico, el 28.68% eran de otras razas y el 3.23% pertenecían a dos o más razas. Del total de la población el 63.4% eran hispanos o latinos de cualquier raza.